# Miloš Hájek
Miloš Hájek (Dětenice, 12 maggio 1921 – Praga, 25 febbraio 2016) è stato uno storico e politico ceco.
Nel 1938 la Germania nazista iniziò l'occupazione della Cecoslovacchia. Insieme alla sua futura moglie Alena Hájková, Hájek fu coinvolto nella resistenza ceca e in altri gruppi antinazisti per aiutare gli ebrei a procurarsi nascondigli e documenti d'identità falsi durante la seconda guerra mondiale. Fu arrestato dalla Gestapo nell'agosto 1944 e condannato a morte nel marzo 1945. Tuttavia, la condanna a morte non fu eseguita a causa della rivolta di Praga e della fine dell'occupazione tedesca. Per la sua attività di salvataggio degli ebrei durante l'Olocausto, nel 1995 fu insignito del titolo di "Giusto tra le nazioni" dallo Yad Vashem.
Nel dopoguerra Hájek divenne un membro del Partito Comunista di Cecoslovacchia (KSČ), ma durante la Primavera di Praga del 1968 si oppose al regime comunista per unirsi al movimento di riforma. Fu espulso dal partito in seguito all'invasione della Cecoslovacchia da parte del Patto di Varsavia, che pose fine alla Primavera di Praga. Fu anche licenziato dal lavoro, ma andò in pensione in qualità di combattente della resistenza durante la seconda guerra mondiale.
Nel 1977 Hájek si unì a un gruppo di dissidenti cecoslovacchi, tra cui Václav Havel, per firmare il manifesto dei diritti umani Charta 77. Nel 1988 divenne il portavoce dell'omonimo movimento.
Miloš Hájek morì a Praga il 25 febbraio 2016, all'età di 94 anni. Sua nipote Anna Hájek è una storica dell'Olocausto all'Università di Warwick.

## Opere
- Miloš Hájek, Storia dell'Internazionale comunista (1921-1935). La politica del fronte unico, prefazione di Ernesto Ragionieri, Roma, Editori Riuniti, 1972  [1969].